# Leucothoe lihue
Leucothoe lihue är en kräftdjursart som beskrevs av J. L. Barnard 1970. Leucothoe lihue ingår i släktet Leucothoe och familjen Leucothoidae. Inga underarter finns listade i Catalogue of Life.